# Juan Pablo Ebang Esono
Pour les articles homonymes, voir Ebang et Essono.
Juan Pablo Ebang Esono (né à Malabo en Guinée équatoriale le 30 juin 1981) est un réalisateur équatoguinéen. C'est l'un des premiers cinéastes locaux de ce pays.

## Biographie
Juan Pablo Ebang Esono naît à Malabo, capitale de la Guinée équatoriale, le 30 juin 1981. Il part mener des études de cinéma à l'Académie de Nucine à Valence, en Espagne, et se spécialise dans la réalisation. De retour en Guinée équatoriale, il y a réalise plusieurs films. Son court métrage No Está Desnuda, filmé en janvier 2007, remporte le Prix du meilleur court métrage lors de la troisième édition du Festival international du film pour l'intégration (III Festival Internacional de Cine para la Integración ) à Valence en 2009. En 2010, il réalise le moyen métrage Teresa qui est le premier film de cette longueur produit dans ce pays. Il travaille en parallèle à la Bibliothèque nationale de Guinée équatoriale où il donne des cours de réalisation de films.

## Filmographie
- 2007 : No Está Desnuda (court métrage)
- 2010 : Teresa (moyen métrage)